# Lisa Simpson, This Isn’t Your Life
«Lisa Simpson, This Isn’t Your Life» (рус. Лиза Симпсон, это не твоя жизнь) — пятый эпизод двадцать второго сезона мультсериала «Симпсоны», премьера которого состоялась 14 ноября 2010 года.

## Сюжет
Симпсоны случайно заезжают в старый район Спрингфилда, где останавливаются у дома детства Мардж. Новая хозяйка приглашает их в гости, и на чердаке находится коробка с детскими вещами Мардж. Перебирая их, Лиза обнаруживает, что в детстве её мама была круглой отличницей, и девочку посещает пугающая мысль: «в детстве мама была отличницей, как я сейчас, а кем она стала…» За советом она обращается к директору Скиннеру, и тот подтверждает Лизины опасения: её мама окончила школу с отличием, а сейчас обычная домохозяйка, ничего не добившаяся в жизни. Разбирая фотоальбом своей мамы, Лиза понимает причину перемены: Мардж вышла замуж за Гомера… Лиза принимает решение, что никто и ничто никогда не отвлечёт её от учёбы. Она убирает с глаз всё в своей комнате, что не имеет отношения к учёбе, включая любимый саксофон. Мардж узнаёт, что Лиза не хочет быть похожей на неё, из-за чего озлобляется на дочь. "Разве стать такой, как я, несчастье?", возмущается она.  Лиза же, желая ещё больше времени уделять учёбе, просит родителей перевести её в «Академию Клойстерс» (Cloisters Academy), хотя это и стоит больших денег. Она становится ученицей этой престижной академии. Случайно проснувшись ночью, Лиза узнаёт, что вместо денег за обучение (которых у семьи нет) её мама взялась обстирывать на дому всю Академию. Поняв свою ошибку, Лиза отказывается от обучения в Академии и решает, что теперь хочет быть похожей на маму.
Тем временем Барт, озоруя на школьной площадке, случайно попадает ногой в нос Нельсону, из-за чего школьники начинают считать Барта «новым хулиганом, круче Нельсона». Череда последующих совпадений подтверждает новоприобретённый статус «хулигана Барта», хотя Нельсон всячески пытается вернуть своё «звание». Мардж советует сыну «сделать так, чтобы Нельсон собой гордился», Барт успешно льстит Нельсону и этим избегает неминуемого избиения.

## Критика
- Премьеру эпизода посмотрели 8,97 млн зрителей, он занял второе место в своём временно́м отрезке среди всех телеканалов[2]. Среди всех телепрограмм недели эпизод занял 13-е место в возрастной категории 18-49 лет[3].
- Обозреватель Тодд Вандерверфф из англ. The A.V. Club положительно оценил эпизод, отметив глубоко раскрытые взаимоотношения Мардж и Лизы. Оценка B+[4][5].